# Pepe (ur. 1935)
Pepe, właśc. José Macia (ur. 25 lutego 1935 w Santosie) – brazylijski piłkarz i trener piłkarski. Podczas kariery występował na pozycji lewoskrzydłowego ataku.
Przez całą karierę piłkarską (1954–1969) występował w Santosie FC, gdzie był obok Pelégo największą gwiazdą zespołu. W latach 1955–1968 z Santosem dziesięciokrotnie zdobywał mistrzostwo stanu São Paulo – Campeonato Paulista. Na arenie międzynarodowej największymi sukcesami z Santosem było dwukrotne zdobycie Copa Libertadores w 1962 i 1963 oraz zdobycie Pucharu Interkontynentalnego w 1962 i 1963. Łącznie podczas gry w Santosie rozegrał 750 spotkań strzelając w nich 405 bramek.
W reprezentacji Brazylii zadebiutował 8 lipca 1956 w meczu przeciwko reprezentacji Argentyny. Największymi sukcesami w reprezentacji było dwukrotne zdobycie z reprezentacją Brazylii mistrzostwa świata w 1958 w Szwecji oraz 1962 w Chile. Pepe nie wystąpił jednak w żadnym meczu podczas obydwu turniejów. Karierę reprezentacyjną zakończył 19 maja 1963 w meczu przeciwko reprezentacji Izraela. Łącznie w reprezentacji rozegrał 34 spotkania, w których strzelił 16 bramek.
Po zakończeniu kariery piłkarski został trenerem. Trenował Santos FC, São Paulo FC, Internacional Limeira, reprezentację Peru, z którą wystąpił na Copa América 1989, Yomiuri Verdy (mistrzostwo Japonii 1992), Guarani FC.

## Sukcesy piłkarskie
- mistrzostwo stanu São Paulo (Campeonato Paulista): 1955, 1956, 1958, 1960, 1961, 1962, 1964, 1965, 1967, 1968
- Atlantic Cup: 1956, 1960
- mistrzostwo świata: 1958, 1962
- Turniej Rio – São Paul: 1959, 1963, 1964, 1966
- Puchar Brazylii: 1961, 1962, 1963, 1964, 1965
- Puchar O’Higgins: 1961
- Puchar Oswaldo Cruz: 1961, 1962
- Copa Libertadores: 1962, 1963
- Puchar Intercontinental: 1962, 1963
- Puchar Roca: 1963
- Puchar Recopa: 1968
- Theresa Herrera Trophy: 1959
- Naranja Cup of Valencia (Spain): 1959
- Turniej Paryża: 1960, 1961
- Turniej Rzym/Florencja: 1968
- Puchar Roberto Gomes Pedrosa (São Paulo): 1968
- Turniej Amazoński: 1968

## Sukcesy trenerskie
- mistrzostwo stanu Caera (Campeonato Cearense) z Fortaleza EC: 1985
- mistrzostwo stanu Paulista (Campeonato Paulista):1973 (z Santosem), 1986 (z São Paulo FC)
- mistrzostwo Japonii z Yomiuri Verdi: 1992
- mistrzostwo Brazylii z São Paulo FC: 1986